# Humám Tárik
Humám Tárik Faradzs Naús (arabul: همام طارق فرج نعوش); Bagdad, 1996. február 10. –) iraki labdarúgó, az egyesült arab emírségekbeli Al-Dhafra középpályása.

## Pályafutása

### A válogatottban
2012. december 30-án mutatkozott be az iraki válogatottban Tunézia elleni barátságos mérkőzésen. 2015-ben a 4. helyen végzett Irakkal a 2015-ös Ázsia-kupán. 2016-ban behívták a riói olimpiai játékokra, majd a 2019-es Ázsia-kupára.